# Lunda Północna
Lunda Północna (port. Lunda-Norte) – jedna z 18 prowincji Angoli, znajdująca się w północno-wschodniej części kraju. Od północy graniczy z Demokratyczną Republiką Konga, od południa z Lundą Południową i od zachodu z Malanje.
Największą grupą etniczną w prowincji są Chokwe, następnie Lunda, Camatapa, Bakongo i Luba.
Największe rzeki to Kuango na zachodzie, Kwilu w centrum i Kasai na wschodniej granicy.
Prowincja bogata jest w złoża diamentów.

## Podział administracyjny
Prowincję tworzy 10 hrabstw:
| - Cambulo - Capenda-Camulemba - Caungula - Chitato - Cuango - Cuillo - Dundo - Lubalo - Lucapa - Xá-Muteba |